# We're Not Gonna Take It and Other Hits
We're Not Gonna Take It and Other Hits è una raccolta del gruppo heavy metal statunitense Twisted Sister pubblicata nel 2003 per l'etichetta Rhino Flashback.

## Tracce
1. We're Not Gonna Take It (Snider) 3:40
2. I Wanna Rock (Snider) 3:04
3. The Price (Snider) 3:49
4. Leader of the Pack(Greenwich, Morton, Barry) 3:48 (The Shangri-Las Cover)
5. You Can't Stop Rock & Roll (Snider) 4:42
6. Stay Hungry (Snider) 3:03
7. Bad Boys (Of Rock 'n' Roll) (Snider) 3:19
8. Lookin' Out for #1 (Snider) 3:09
9. Out On the Streets (Snider) 4:29
10. Tear It Loose (Snider) 3:07